# قلعه کونوسومیاما
قلعه کونوسومیاما (به ژاپنی: 此隅山城, Konosumiyama-jō)، قلعه ژاپنی در دوره موروماچی تا دوره سنگوکو واقع در محله ایزوشی، هیوگو تویواوکا، هیوگو، استان هیوگو، ژاپن بود.